# 西上総文化会
西上総文化会 （にしかずさぶんかかい） は、千葉県南部を代表する歴史研究団体である。

## 概要
1952年（昭和27年）創立。「郷土愛の精神に立脚し、西上総地方其の他の諸文化を探求、顕彰し以て郷土文化の興隆に資すること」を目的として掲げ、かつての千葉県君津郡（西上総地域）である木更津市・君津市・富津市・袖ケ浦市の郷土史家を中心として活動している。年1回、会員の研究成果を公開する「西上総文化展」が開催される。
会員は、元校長や市長、市会議員、医師、学芸員、個人歴史研究家など多岐にわたり、いずれも上記地域の在住者がほとんどである。会員数は100名を超える。
1989年（平成元年）11月、永年の活動功績を讃え、文部大臣より功労表彰を受章している。